# Cololabis
Cololabis is een geslacht van straalvinnige vissen uit de familie van makreelgepen (Scomberesocidae).

## Soorten
- Cololabis saira Brevoort, 1856 (Japanse makreelgeep)
- Cololabis adocetus Böhlke, 1951